# McChicken
Il McChicken è un panino imbottito al pollo venduto dalla catena di fast food McDonald's in diversi paesi.

## Descrizione

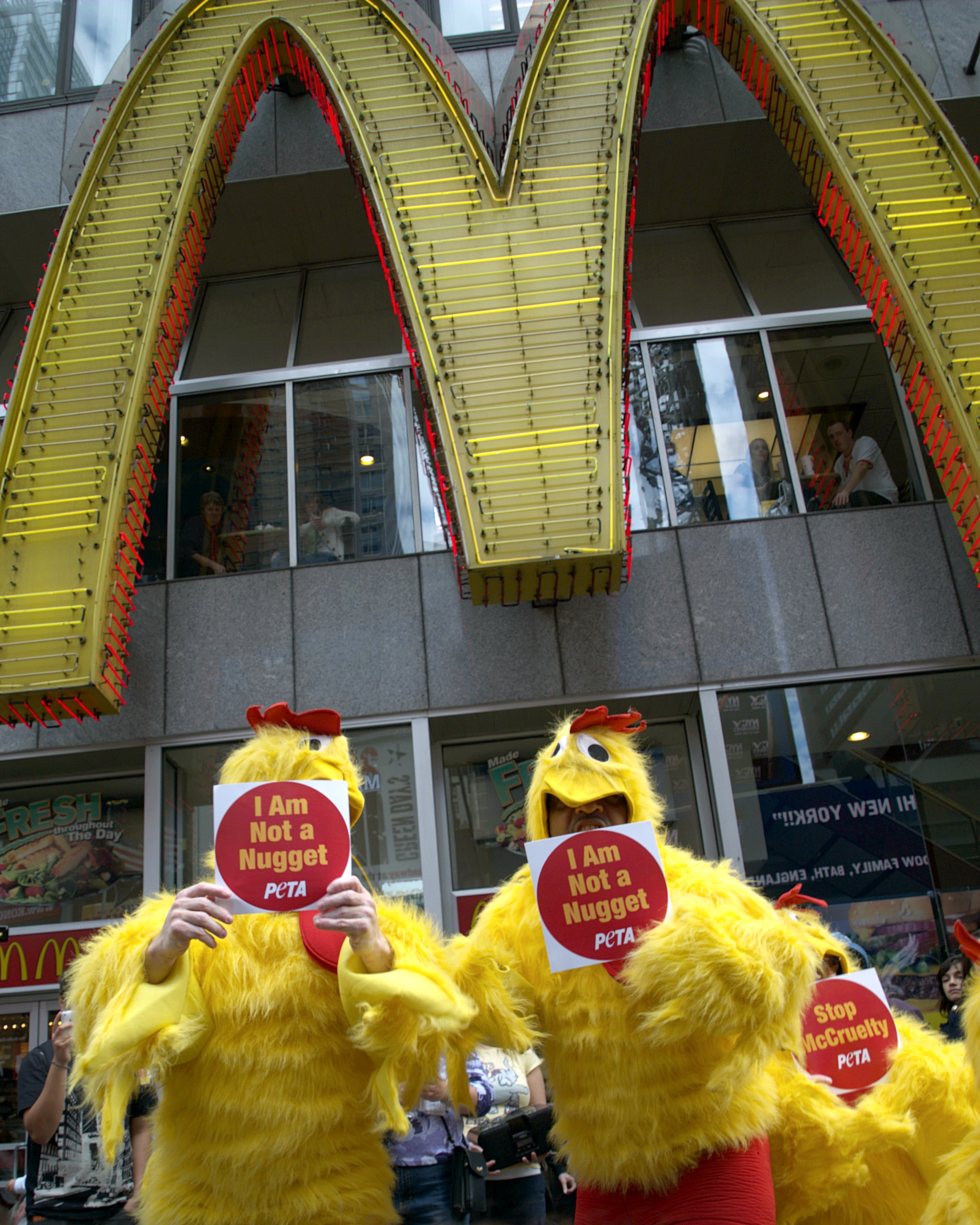
Manifestazione contro i McChicken organizzata dal PETA

Il pane è lo stesso di Big Mac e affini, e contiene al suo interno lattuga, maionese e una cotoletta di pollo.

### Varianti
In alcune catene McDonald's, il sandwich McChicken è stato modificato per essere più gradito ai gusti delle popolazioni del luogo. Per esempio, alle Hawaii, il ristorante McDonald's dell'Ala Moana Shopping Center ha creato il sandwich McTeriChicken. Nelle Hawaii, infatti, la salsa teriyaki, conosciuta anche come "teri", è largamente usata ed è quindi stata inserita nelle ricette di molti sandwich prodotti dai ristoranti McDonald's (come ad esempio il McTeriBurger). In alcuni paesi come l'India, il McChicken è un hamburger di pollo tra due panini ricoperti di semi di sesamo, e non ha un gusto piccante.
Singapore, invece, è una nazione in cui il McChicken è prodotto con un sapore piccante. Il sandwich fu chiamato per un certo periodo "Cajun McChicken", ma il nome fu cambiato in seguito nel semplice "McChicken" nel 2000, quando le spezie presenti nella ricetta avrebbero dovuto essere temporaneamente o permanentemente ridotte. I ristoranti McDonald's di Tucson in Arizona, di Denver in Colorado, di Corpus Christi in Texas e di College Station, in Texas vendono una variante di questo sandwich piccante e saporita, chiamata appunto "Hot & Spicy McChicken.
I fast food McDonald's di Taiwan producono una simile variante del sandwich, disponibile però sia con un panino tradizionale, sia con un panino di riso. In Australia e in Nuova Zelanda, infine, il McChicken viene venduto con un panino ricoperto di semi di sesamo, lattuga e una salsa leggermente speziata chiamata "McChicken Sauce". Inizialmente il McChicken apparve in Australia come un prodotto promozionale, ma grazie alla sua popolarità diventò poi un piatto fisso. In Italia il pollo viene fornito dalla Amadori.

## Storia
Il sandwich fu introdotto nel 1980, poi rimosso per essere sostituito con altri prodotti a base di pollo; il successo di questi ultimi convince la catena a reintrodurlo, fino a diventare uno dei prodotti standard. L'attuale ricetta del McChicken è più piccante dell'originale. Inoltre, negli Stati Uniti, il sandwich è più piccolo di prima, per adattarsi al Dollar Menu, che offre prodotti al prezzo di US$1.00. In Canada, dove il McChicken è ancora nel suo formato originale, quello nel dollar menu è chiamato "Junior Chicken".
La cotoletta di pollo del McChicken era composta al 50% da carne bianca e al 50% da carne rossa. A cominciare da fine 2007 McDonald's iniziò a pubblicizzare che il McChicken contiene carne bianca al 100%.